# Cerkev sv. Ožbolta, Leskovec
Cerkev sv. Ožbolta je podružnična cerkev župnije Višnja Gora, ki leži na južnem robu gručaste vasi Leskovec v Občini Ivančna Gorica.

## Opis
Večja vas na kraški planoti je prvič omenjena leta 1152 v povezavi s stiško posestjo. Posebna zanimivost podružnične cerkve sv. Ožbolta (kralja in mučenca) predstavlja lesen strop, narejen leta 1633 (tega leta se cerkev tudi prvič pisno omenja). Na sredini stropa je prizor križanja, za tem sledijo kratice ISH, ob katerih je na eni strani upodobljena luna, na drugi strani na sonce, in nazadnje še drevo spoznanja dobrega in hudega ter na eni strani Adam in na drugi strani Eva. Poleg stropa je kakovosten tudi glavni oltar, posvečen sv. Ožboltu, sicer narejen leta 1681.